# Martin Cedidla
Martin Cedidla (22 novembre 2001) è un calciatore ceco, difensore del Jablonec.

## Caratteristiche tecniche
È un difensore centrale.

## Carriera
Cresciuto nel settore giovanile dello Trinity Zlín, ha esordito in prima squadra il 27 aprile 2019 disputando l'incontro di 1. liga perso 3-0 contro il Mladá Boleslav.